# Pranýř v Frymburku
Pranýř se nalézá v severní části náměstí v městečku Frymburk v okrese Český Krumlov.

## Popis
Pranýř tvoří 5 m vysoký třídílný čtyřboký kamenný sloup, umístěný na třístupňovém kruhovém podstavci. Na pranýři je vytesán letopočet 1651, ale pravděpodobně se jedná o starší stavbu, poněvadž v německé kronice Frymburka se u letopočtu 1651 píše, že na pranýř byl umístěn požární zvonec. Požární zvonec pravděpodobně pochází z frymburského kostela sv. Bartoloměje, vypáleného v roce 1648 za švédského nájezdu v průběhu třicetileté války.
U pranýře bývali připoutáváni provinilci a jejich „ozdoba“ informovala veřejnost o příčině trestu. Tak například hašteřivé ženy mívaly náhubek a opakovaně padlé dívky slaměný věneček. Teprve za císaře Josefa II. bylo pranýřování zakázáno.

## Galerie

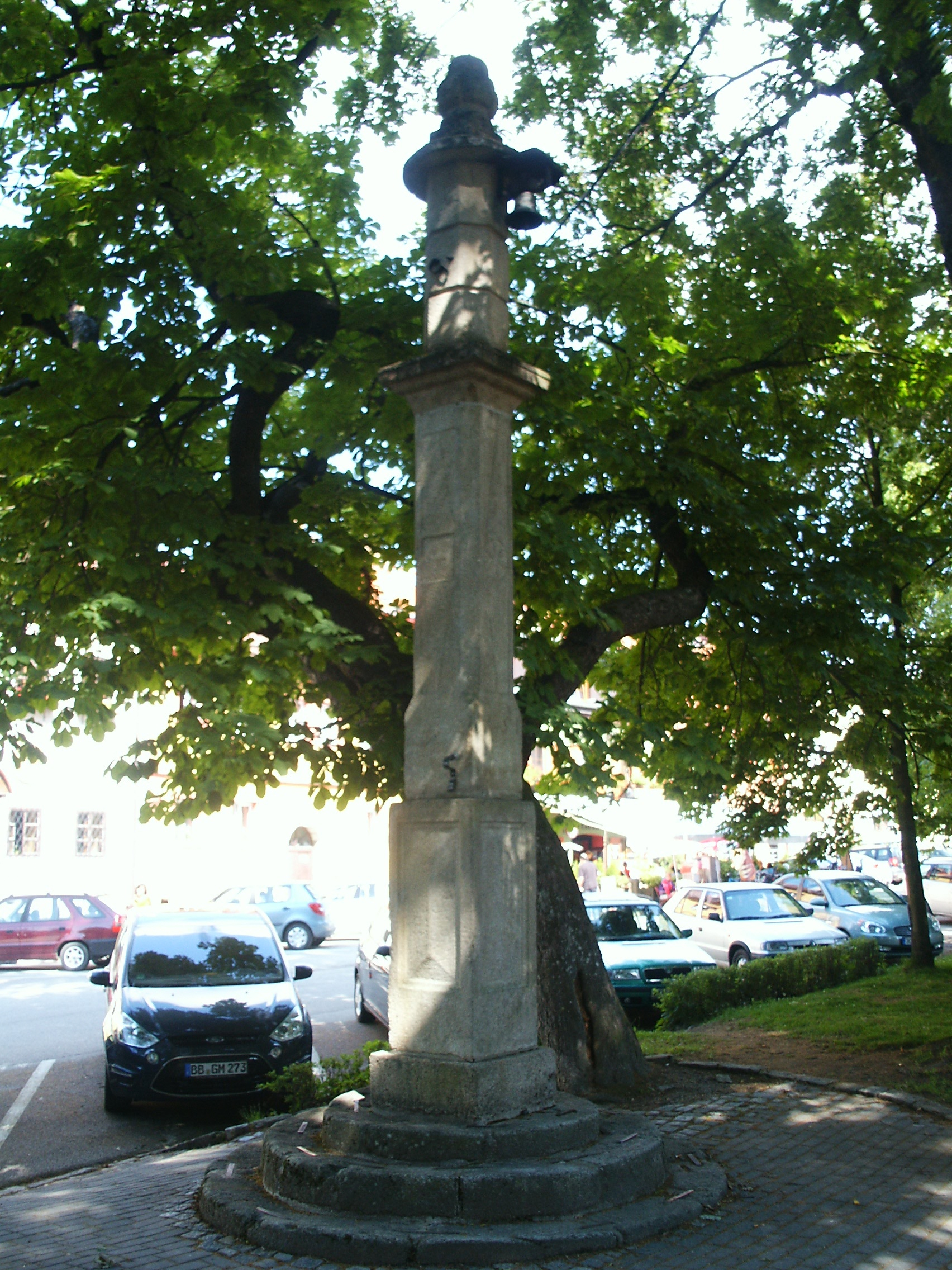
pranýř ve Frymburku
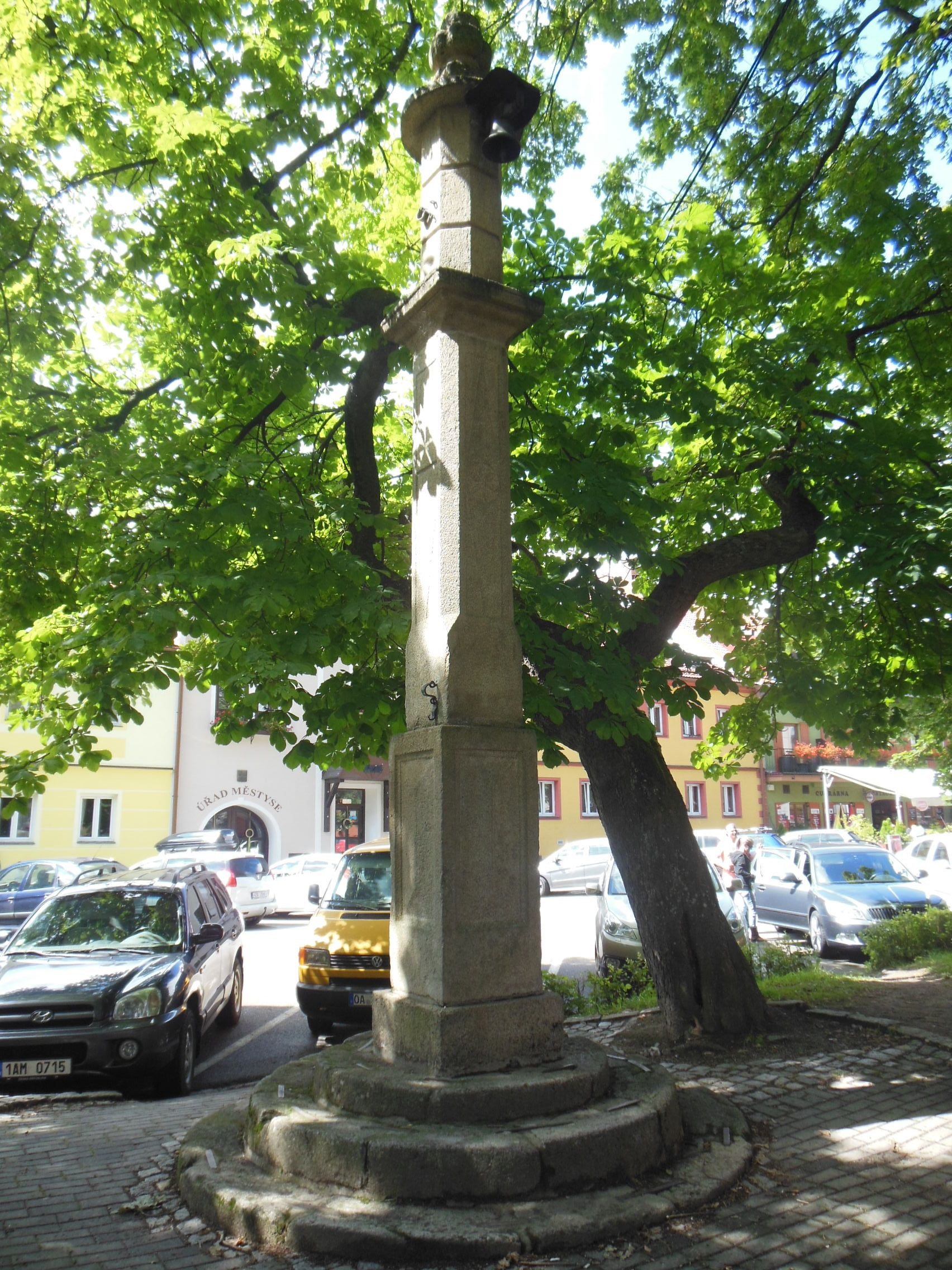
pranýř ve Frymburku
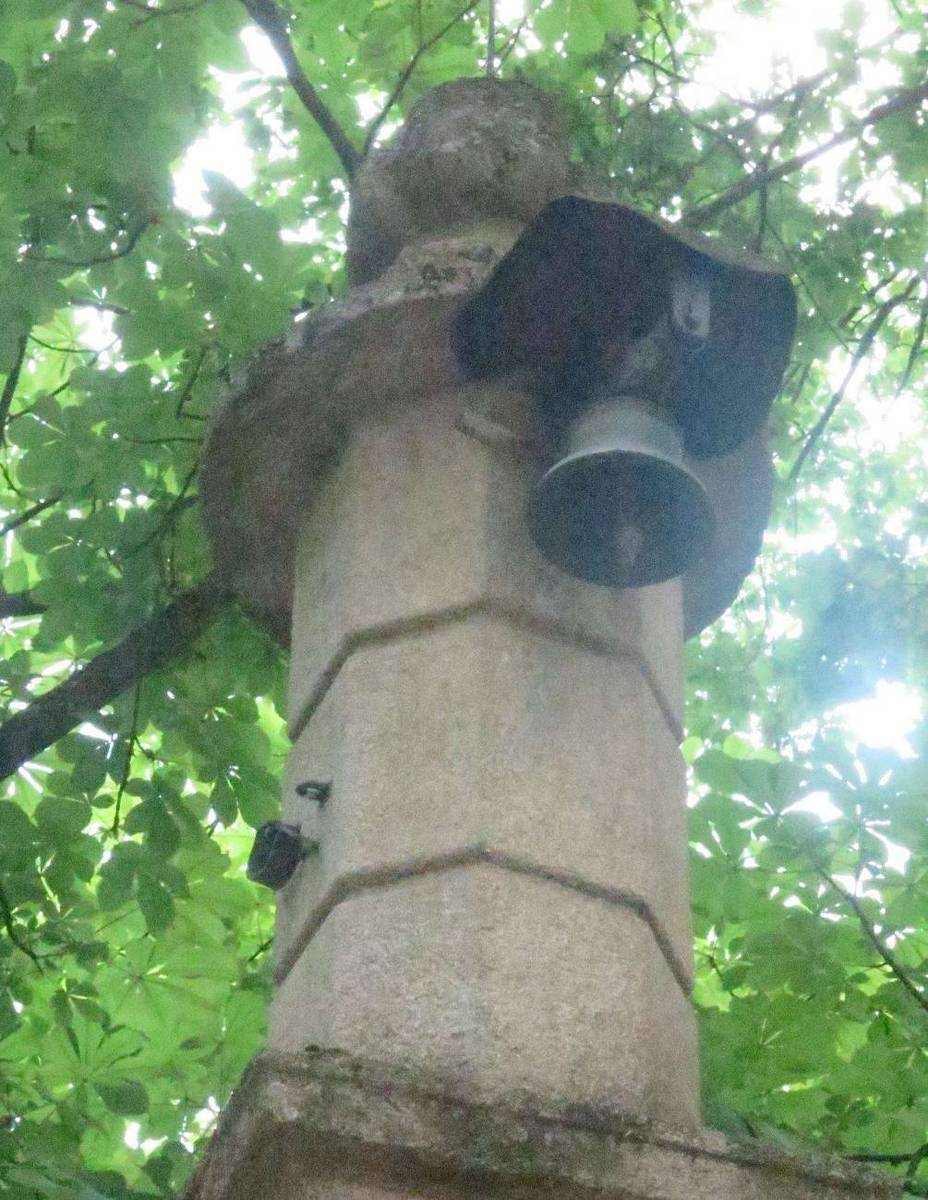
Detail zvonku
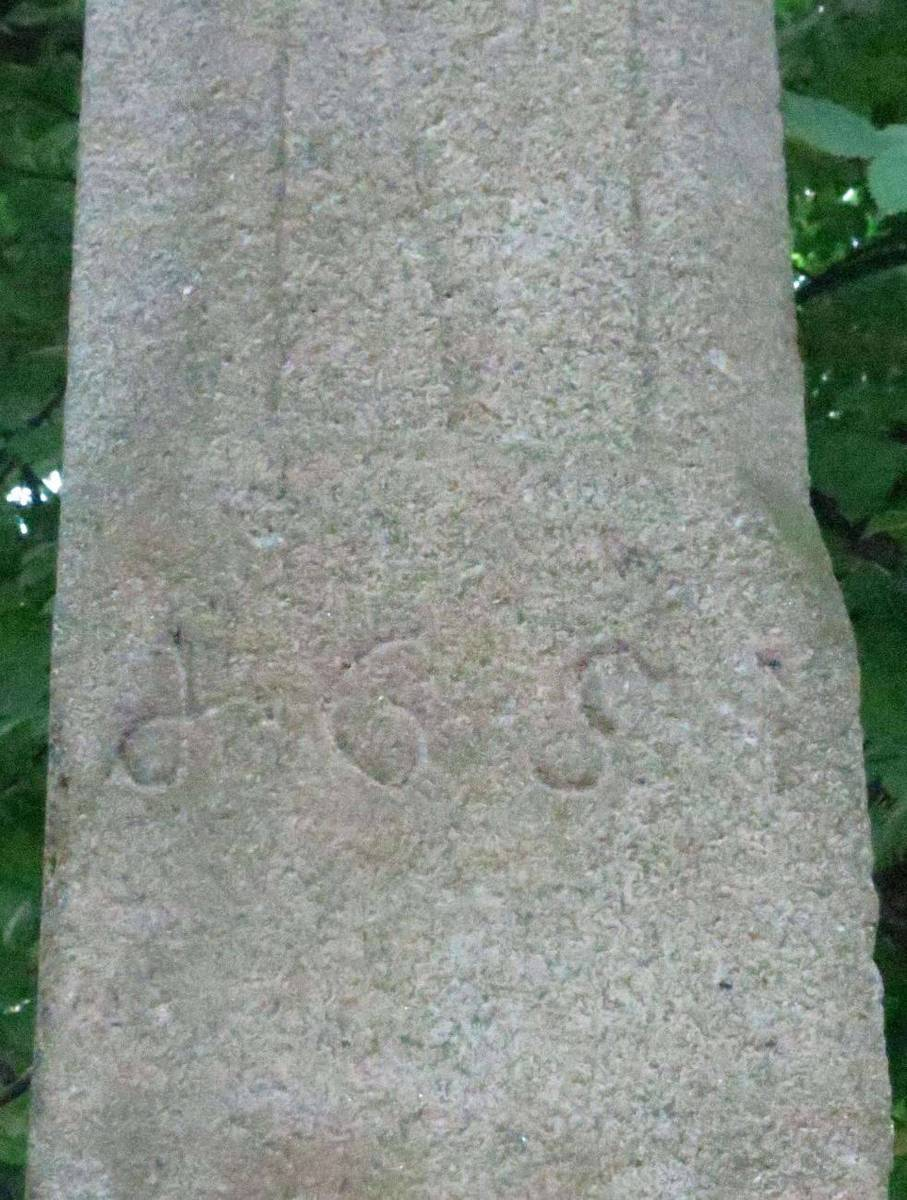
detail vytesaného letopočtu